# ماورد (فلم)
ماورد هو فيلم سينمائي روائي طويل سوري من إنتاج المؤسسة العامة للسينما، عرض للمرة الأولى في دمشق بتاريخ 27 تموز 2017.
مقتبس عن رواية “عندما يقرع الجرس” للأديب محمود عبد الواحد، سيناريو وحوار سامر محمد إسماعيل ومن إخراج أحمد إبراهيم أحمد.

## صنع الفيلم
قرابة ثلاثة أشهر تنقل فيها المخرج أحمد إبراهيم أحمد بين جنوب ووسط سورية لتصوير فيلمه الروائي الأول “ماورد” ثلاث أرواح للوردة” الروائي الطويل، وقد تم التصوير في بيئات جديدة على الفيلم السوري كجبال “رخلة” في ريف دمشق أو “المشتاية” و “جبل النبي متى” في جبال حمص وطرطوس.
علماً أنه أول تجارب المخرج السينمائية الروائية الطويلة.

## القصة
يعيدنا الفيلم إلى أجواء الخمسينيات من القرن الماضي وصولاً إلى أيامنا عبر قصة “نوارة” الفتاة التي تعمل في تقطير زيت عطر الوردة الشامية ويقع ثلاثة رجال في غرامها ينتمي كل واحد منهم لتيار وسلوك سياسي مختلف عن الآخر فهناك المحافظ والليبرالي والقومي وهي المراحل التي يحاول الفيلم الإطلالة على كل واحدة منها عبر شخصيات الشريط المشوق.

## فريق العمل

### البطولة
رهام عزيز ملكة جمال الأردن لعام 2015 (السورية– الأردنية)، ونورا رحال، وعبد اللطيف عبد الحميد، ورامز أسود، وفادي صبيح، وأمانة والي، ووسيم قزق، ولجين إسماعيل، ويوسف المقبل، ووفاء العبد الله، وسعيد عبد السلام، والطفل علي حسين.

## وصلات خارجية
- مقالات تستعمل روابط فنية بلا صلة مع ويكي بيانات
- برومو الفيلم